# Neal Huybens
Neal Huybens, bekend onder zijn artiestennaam Judge Neal (Oostende, 21 november 2002) is een Belgische muziekproducent, dj en singer-songwriter. Hij werd bekend door zijn debuutsingle Voyage, Voyage met Nito-Onna (Lunis).

## Biografie
Neal Huybens verwierf bekendheid met zijn debuutsingle Voyage, Voyage die hij uitbracht in samenwerking met Nito-Onna, ook bekend als Lunis. Deze single werd uitgebracht onder het platenlabel Sony Denemarken / Disco:Wax.
Zijn eerste platencontract was bij het label Smash The House van Dimitri Vegas & Like Mike. Daarna tekende hij bij Alveda en sloot hij een publishing-deal met SoundCloud Los Angeles.
Huybens heeft ook muzikaal succes geboekt op streamingplatforms, waarbij zijn nummers meermaals werden opgenomen in de Spotify Editorial New Music Friday-afspeellijst. Ook werd zijn werk vijf keer opgenomen in de "Made In Belgium"-afspeellijst.
Inmiddels werkt hij als muziekproducent, co-writer en zelfstandig publisher bij de platenmaatschappij Sony Music International - The Orchard.
In 2022 ontving Huybens een gouden plaat van de Universal Music Group. Deze ontving hij voor zijn single Dat jij er bent.